# Kupcsok Lajos
Kupcsok Lajos (Ózd, 1961. június 22. – ) magyar jogász, politikus, országgyűlési képviselő, a Magyar-Szlovák Kereskedelmi és Iparkamara alelnöke, a Budapesti Kereskedelmi és Iparkamara V4-es kamarai tanácsosa.

## Életpályája

### Iskolái
1986-ban végzett jogászként az ELTE Állami és Jogtudományi Karán. 2004-ben elvégezte a Nemzetközi Bankárképző Központban az Európai uniós pályázati tanácsadó szakmát.

### Pályafutása
1986–1987 között a General Kereskedelmi Vállalat jogásza volt Tatabányán. 1987–1988 között a Kisiparosok Országos Szervezete (KIOSZ) Komárom Megyei Titkárságának jogásza volt. 1989–1990 között a KIOSZ Tatabányai Szervezetének titkára volt. 1990–1994 között a Tatabánya és Környéke Ipartestület ügyvezető elnöke volt. 1994–1997 között az Ipari, Kereskedelmi és Idegenforgalmi Minisztérium vállalkozás-ösztönzési osztályvezetője illetve főosztályvezetője volt. 1997–1999 között a Pest Megyei Gazdaságfejlesztő Kht. igazgatójaként dolgozott. 1999–2015 között a Pest Megyei Kereskedelmi és Iparkamara főtitkáraként tevékenykedett. 2004–2014 között a Pest Megyei Oktatási és Szakképzési Kft. ügyvezető igazgatója volt. 2014–2015 között a Magyar Nemzeti Kereskedőház Zrt. vezérigazgató-helyettese és a MNKH Közép-európai Kereskedelemfejlesztési Hálózat igazgatója volt. 2015 óta a Károli Gáspár Református Egyetem Állam- és Jogtudományi Karának gazdaságdiplomácia szaktanácsadó továbbképzési szak óraadó tanára. 2016–2017 között az MVM Zrt. közép–európai régiójának vezető tanácsadója és szlovákiai külképviselet-vezetője volt.

### Politikai pályafutása
1998–2000 között és 2008–2010 között a Kis- és Középvállalkozások Világszervezete Kormányzó Tanácsának tagja volt. 2006–2009 között Piliscsaba alpolgármestere volt. 2008–2010 között az Ister–Granum EGTC szenátusának tagja volt. 2009–2010 között Piliscsaba Önkormányzatának vállalkozás-fejlesztési tanácsnoka volt. 2010–2014 között országgyűlési képviselő; a Gazdasági és Informatikai Bizottság, valamint a Vállalkozásfejlesztési és uniós forrásokat felügyelő albizottság tagja volt. 2011–2014 között az Informatikai és távközlési albizottság tagja volt. 2014–2019 között a Magyar-Szlovák Kereskedelmi és Iparkamara társelnöke volt. 2016–2017 között a Budapesti Kereskedelmi és Iparkamara Visegrádi Országok Gazdasági Kapcsolatainak Fejlesztéséért Szakmai Osztály elnöke volt. 2018 óta a Budapesti Kereskedelmi és Iparkamara V4-es kamarai tanácsosa. 2019 óta a Magyar–Szlovák Kereskedelmi és Iparkamara alelnöke.